# La Révolte de Job
Pour plus de détails, voir Fiche technique et Distribution.
La Révolte de Job (titre original : Jób lázadása) est un film hongrois réalisé par Imre Gyöngyössy et Barna Kabay, sorti en 1983. 
Le film est nommé à l'Oscar du meilleur film en langue étrangère lors de la 56e cérémonie des Oscars, en 1984.

## Fiche technique
- Titre : La Révolte de Job
- Titre original : Jób lázadása
- Réalisation : Imre Gyöngyössy et Barna Kabay
- Scénario : Imre Gyöngyössy, Barna Kabay, Katalin Gyöngyössy et Katalin Petényi
- Photographie : Gábor Szabó
- Musique : Zoltán Jeney
- Pays de production :  Hongrie
- Langue : Hongrois
- Genre : Film dramatique
- Durée : 105 minutes (1 h 45)
- Dates de sortie :  
  - Hongrie : 1983

## Distribution
- Hédi Temessy : Róza, la femme de Job
- Ferenc Zenthe : Jób
- Gábor Fehér : Lackó
- Heinrich Starhemberg : Rabbi